# Such a Little Queen
Pour l’article homonyme, voir Such a Little Queen (film, 1914).
Pour plus de détails, voir Fiche technique et Distribution.
Such a Little Queen est un film américain réalisé par George Fawcett, sorti en 1921.

## Synopsis
La reine Anne de Gzbfernigambia, fiancée au roi Stephen de Hetland, s'enfuit aux États-Unis avec le Baron Cosaco lorsque la révolution éclate dans son pays. À New York, ils se lient d'amitié avec le jeune Bob Trainor, responsable administratif de l'abattoir d'Adolph Lawton, qui leur trouve un logement dans l'East Side. Lawton voudrait voir sa fille Elizabeth épouser une tête couronnée, mais elle est amoureuse de Bob. Elle est même jalouse de la reine en exil. L'arrivée du roi Stephen ravive le couple royal. Finalement Lawton prête aux deux monarques de quoi payer les dettes de leurs pays et réunir ainsi les deux royaumes, et Elizabeth et Bob se fiancent. 

## Fiche technique
- Titre original : Such a Little Queen
- Réalisation : George Fawcett
- Scénario : J. Clarkson Miller, Lawrence McCloskey, d'après la pièce Such a Little Queen de Channing Pollock
- Photographie : Ernest Haller
- Société de production : Realart Pictures Corporation
- Société de distribution : Realart Pictures Corporation
- Pays d'origine :  États-Unis
- Langue originale : anglais
- Format : noir et blanc — 35 mm — 1,37:1 — Film muet
- Genre : Comédie
- Durée : 5 bobines
- Dates de sortie :  États-Unis : juillet 1921
- Licence : Domaine public

## Distribution
- Constance Binney : Anne Victoria de Gzbfernigambia
- Vincent Coleman : Stephen de Hetland
- J.H. Gilmour : Baron Cosaco
- Roy Fernandez : Bob Trainor
- Frank Losee : Adolph Lawton
- Betty Carpenter : Elizabeth Lawton
- Jessie Ralph : Mary
- Henry Leone : Boris

## Autour du film
- Ce film est le remake de Such a Little Queen (1914) de Edwin S. Porter et Hugh Ford, avec Mary Pickford